# Tanachai Noorach
Tanachai Noorach (thailändisch ธณชัย หนูราช, * 18. März 1992 in Nong Khai) ist ein thailändischer Fußballspieler.

## Karriere
Tanachai Noorach unterschrieb seinen ersten Vertrag beim Khon Kaen FC in Khon Kaen. Bei dem Verein, der aus der Zweiten Liga in die Dritte Liga abgestiegen war, spielte er eine Saison. 2016 wechselte er zum Erstligisten Chonburi FC nach Chonburi. Die Rückserie 2017 wurde er an den Zweitligisten Nongbua Pitchaya FC nach Nong Bua Lamphu ausgeliehen. Der Zweitligist Rayong FC aus Rayong nahm ihn ab Juli 2019 unter Vertrag. Mit dem Verein wurde er Dritter der Thai League 2 und stieg somit in die Erste Liga, der Thai League, auf. 2020 wechselte er zum Ligakonkurrenten Nakhon Ratchasima FC nach Nakhon Ratchasima. Am Ende der Saison 2022/23 musste er mit Korat in die zweite Liga absteigen. Am Ende der Saison 2023/24 feierte er mit dem Verein die Meisterschaft der zweiten Liga sowie den direkten Wiederaufstieg in die erste Liga.

## Erfolge
Rayong FC
- Thai League 2: 2019 (3. Platz)  ▲

Nakhon Ratchasima FC
- Thailändischer Zweitligameister: 2023/24  ▲